# 増田尚宏
増田 尚宏（ますだ なおひろ、1958年3月12日 - ）は、日本の技術者。東京電力ホールディングス執行役副社長を経て、日本原燃代表取締役社長。

## 経歴
埼玉県生まれ。横浜国立大学工学部卒業、同大学院修了。
1982年、東京電力に入社、最初に福島第二原子力発電所に配属された。柏崎刈羽原子力発電所保修部電気機器課長、本店原子力技術部電気計装設計グループマネージャー等を歴任。2005年-2008年6月、福島第二原子力発電所の設備や運転全般を担当するユニット所長を務めた。
原子力・立地業務部を経て、2010年6月25日、福島第二原子力発電所第14代所長に就任。2011年3月11日の東日本大震災では、所長として現場指揮にあたった。2013年4月、同所長を退任し、特命役員原子力安全監視室副室長に就任。
2014年4月1日より、東京電力常務執行役・福島第一廃炉推進カンパニープレジデント兼廃炉・汚染水対策最高責任者。
2018年4月、東京電力ホールディングス執行役副社長に就任。同年10月、日本原燃特別顧問就任。
また同年に、福島第二原子力発電所で危機的事態の連鎖を回避し事故防止に貢献したことや、福島第一原子力発電所の除染・廃炉作業について統括していることを評価され、フランス国家功労勲章シュヴァリエ受章。
2019年、日本原燃代表取締役社長。